# Nothomiza basisparsa
Nothomiza basisparsa är en fjärilsart som beskrevs av Eugen Wehrli 1940. Nothomiza basisparsa ingår i släktet Nothomiza och familjen mätare. Inga underarter finns listade i Catalogue of Life.